# Jacht „Paradise”. Sztuka w czterech aktach
Jacht „Paradise”. Sztuka w czterech aktach – sztuka Stanisława Lema i Romana Hussarskiego. Wydana po raz pierwszy w 1951 roku przez wydawnictwo Czytelnik. Fragmenty utworu ukazały się w czasopiśmie Fantastyka (nr 12 z 1984 roku).
Jest to utwór współczesny – satyra polityczna na amerykański imperializm, napisana w stylu socrealistycznym.
Akcja dramatu rozgrywa się na luksusowym jachcie „Paradise”, płynącym po południowym Pacyfiku na początku lat 50. XX wieku. Sympatyzująca z Komunistyczną Partią USA załoga jachtu udaremnia spisek przemysłowca Morrisa (związanego z kompleksem militarno-przemysłowym), bezimiennego Generała (armii USA) oraz Profesora (fizyka nuklearnego), którzy zamierzają wzbogacić się na spodziewanym, nowym konflikcie światowym.
Prapremiera sztuki odbyła się 17 kwietnia 1951 r. w Państwowym Teatrze Ziemi Opolskiej w Opolu. Wyreżyserował ją Witold Koweszko.